# La quinta donna
La quinta donna (titolo originale Den femte kvinnan) è un romanzo giallo dello scrittore svedese Henning Mankell pubblicato in Svezia nel 1996.
È la sesta storia della saga dell'ispettore di polizia Kurt Wallander ed è ambientata in Algeria nel 1993 e a Ystad, Svezia nel 1994.
La prima edizione italiana del romanzo è stata pubblicata nell'anno 1999 da Marsilio.

## Trama
In Algeria, nel maggio 1993 una turista svedese viene uccisa da alcuni fondamentalisti islamici assieme a quattro suore, ma la polizia locale decide di insabbiare la vicenda temendo ripercussioni.
In Svezia, nel settembre 1994 viene ritrovato il cadavere di un anziano signore. Sembra essere caduto in una fatale trappola: il corpo, su cui hanno banchettato uno stormo di corvi, è infatti trapassato da canne di bambù. In seguito viene ritrovato il corpo di un fiorista strangolato e legato ad un albero nel bosco. Infine, il cadavere di un ricercatore universitario riemerge tra le acque di un lago, chiuso in un sacco. Il commissario Kurt Wallander inizierà così le indagini scoprendo che la tecnica utilizzata per gli omicidi riconduce ad un unico killer. Non emergono però né legami tra le vittime, né moventi degli omicidi. Assieme alla nuova collega Ann-Britt Hoglund, Wallander si troverà così costretto a districare una matassa il cui filo collega il passato di tutte le vittime.

## Edizioni
- Henning Mankell, La quinta donna, traduzione di Giorgio Puleo, Marsilio, 1999. ISBN 88-317-6953-7.
- Henning Mankell, La quinta donna, traduzione di Giorgio Puleo, RL Libri, 2002. ISBN 88-462-0259-7.
- Henning Mankell, La quinta donna, traduzione di Giorgio Puleo, Marsilio, 2006. ISBN 88-317-8782-9.
- Henning Mankell, La quinta donna, traduzione di Giorgio Puleo, Marsilio, 2009. ISBN 978-88-317-9744-3.
- Henning Mankell, La quinta donna, traduzione di Giorgio Puleo, Marsilio, 2010. ISBN 978-88-317-0669-8.
- Henning Mankell, La quinta donna, traduzione di Giorgio Puleo, Universale Economica Feltrinelli, 2019. ISBN 978-88-317-8308-8.